# Place Félix-Fournier
Pour les articles homonymes, voir Félix Fournier et Fournier.
La place Félix-Fournier, est une voie de Nantes, en France.

## Situation et accès
Située dans le Centre-ville de Nantes, à proximité de la place Royale, et devant le parvis de la basilique Saint-Nicolas, elle dessert les rues : Affre (au nord-est), Saint-Nicolas (au sud-est), Du Couëdic (au sud-ouest), du Commandant-Boulay (au sud-ouest), Duvoisin (au nord-ouest), ainsi que le passage d'Orléans (au sud).

## Origine du nom
Elle porte le nom de l'évêque de Nantes Félix Fournier (1803-1877), également député légitimiste dans l'Assemblée constituante de 1848, qui a occupé la cure Saint-Nicolas donnant sur cette place, et dont le tombeau-monument est exposé dans la basilique.

## Historique
Depuis le Moyen Âge et la construction de l'église Saint-Nicolas, le lieu prend le nom de « place Saint-Nicolas », et à la fin du XIXe siècle, elle prend le nom de « place Félix-Fournier ». 
Édouard Pied nous précise que, jusque dans les années 1830, le milieu de la place était occupé par un pâté de maisons bordé au sud par la rue Saint-Nicolas (qui était alors beaucoup plus longue qu'aujourd'hui), ainsi que par deux autres artères pentues que l'on gravissait à l'aide d'escaliers : la « Petite Échelle Saint-Nicolas » à l'ouest, et la « Grande Échelle Saint-Nicolas » à l'est qui permettait d'accéder à l'ancienne église saint-Nicolas qui se trouvait au nord (orientée est/ouest, celle-ci présentait le côté sud de sa nef par laquelle on pénétrait dans le sanctuaire). Ce n'est qu'en 1834 que les immeubles situés entre ces deux dernières rues furent démolis pour dégager l'espace qui prit, par la suite, le nom de « place Saint-Nicolas ». La construction de la basilique actuelle s'échelonne de 1844 à 1869.
En 1852, au no 7 de la place (à l'angle de la rue Saint-Nicolas), ouvrait la papeterie Radigois qui, pendant 167 ans, resta l'un des plus célèbres et des plus anciens commerces nantais. Racheté en 1933 par les époux Péan, leur petit-fils fut contraint de fermer celui-,ci en avril 2019, faute de repreneur. Un restaurant doit occuper l'espace commercial devenu vacant.
En janvier 2017 débutent les travaux de requalification de la place consistant notamment au remplacement du revêtement asphalté par un dallage de granit beige dans la continuité de celui existant déjà sur la place Royale voisine. Un grand arbre a également été planté au niveau du débouché de la rue Affre (qui est devenue elle aussi un plateau piétonnier), au pied duquel ont été installés des sièges. Ce chantier de piétonisation qui s'est étalé sur huit mois a permis de mettre en valeur la façade de la basilique,.

## Bâtiments remarquables et lieux de mémoire
La basilique Saint-Nicolas bénéficie d'un classement au titre des monuments historiques par arrêté du 6 novembre 1986.

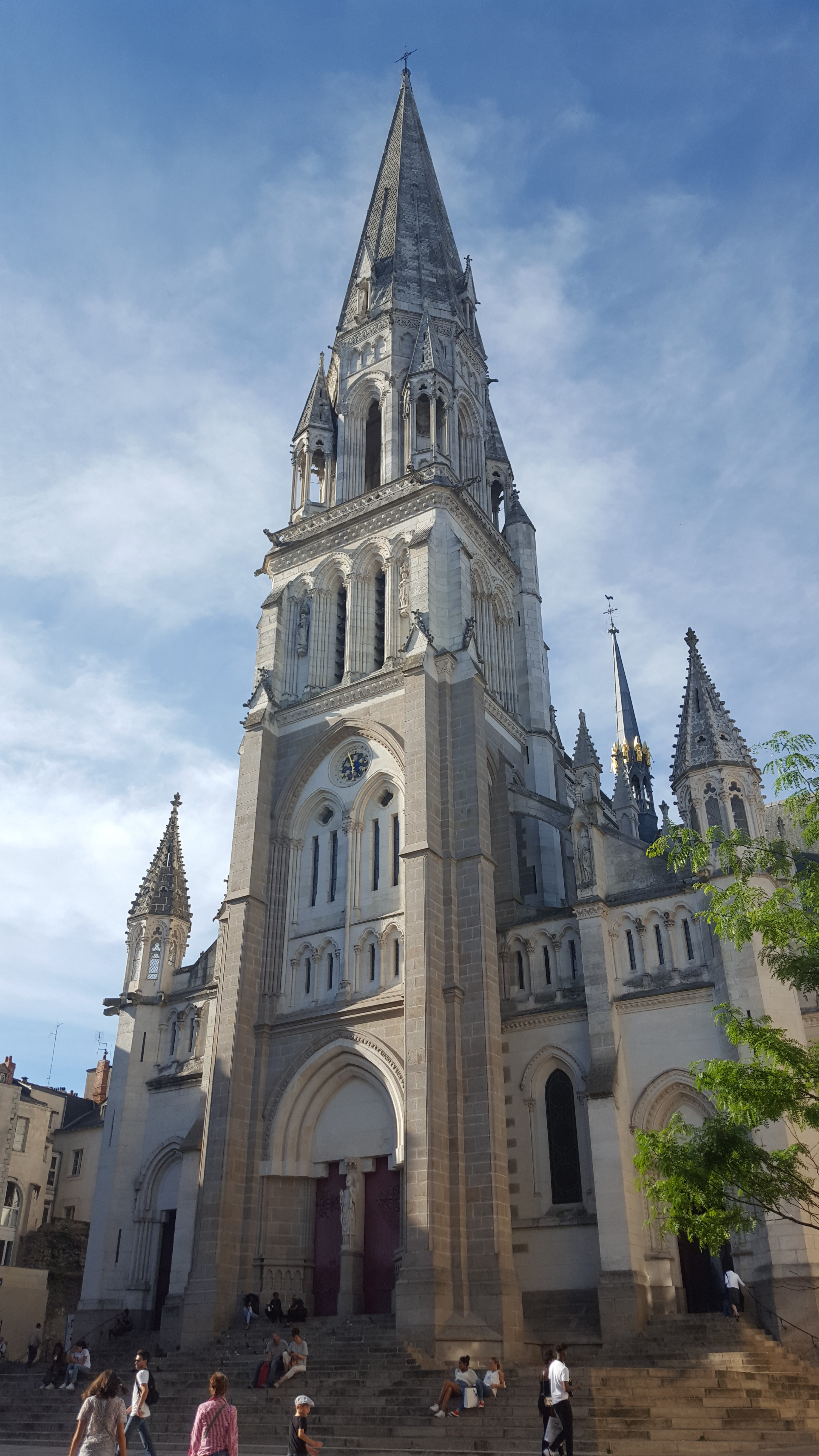
La basilique Saint-Nicolas
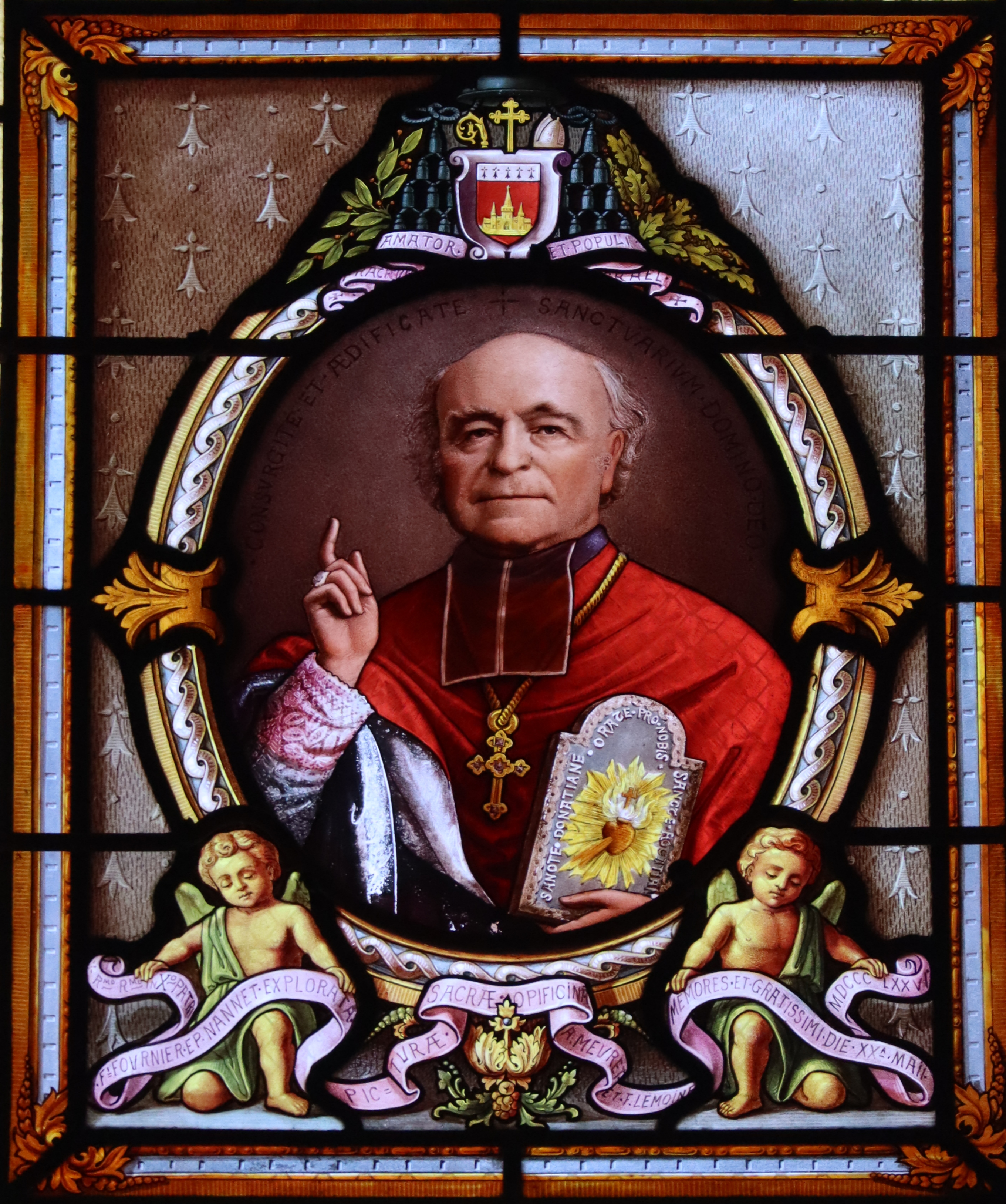
Vitrail de la basilique Saint-Nicolas représentant Félix Fournier